# Месторождение Ломоносова

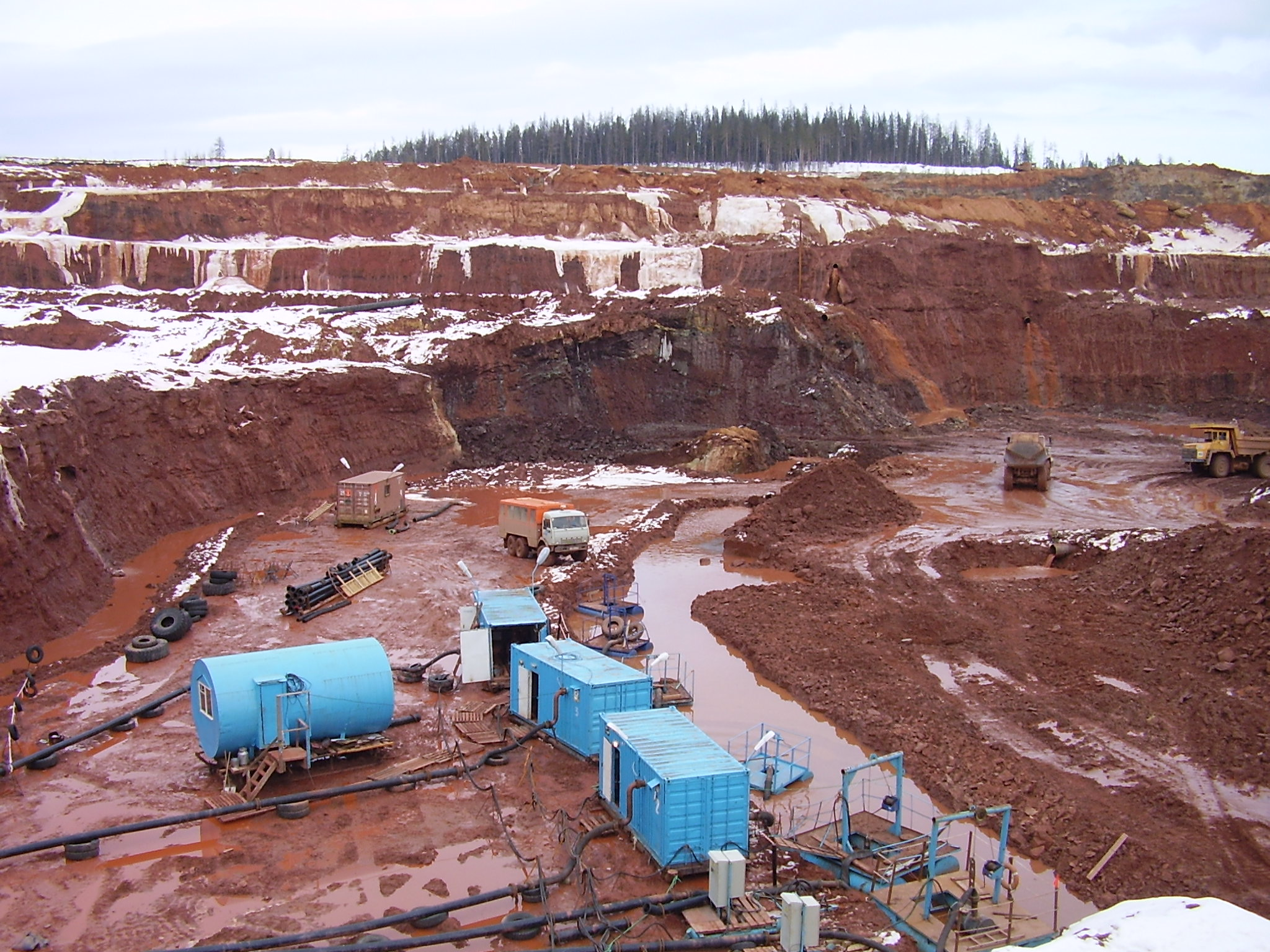
Водоотлив карьера кимберлитовой трубки Архангельская, апрель 2006 года.

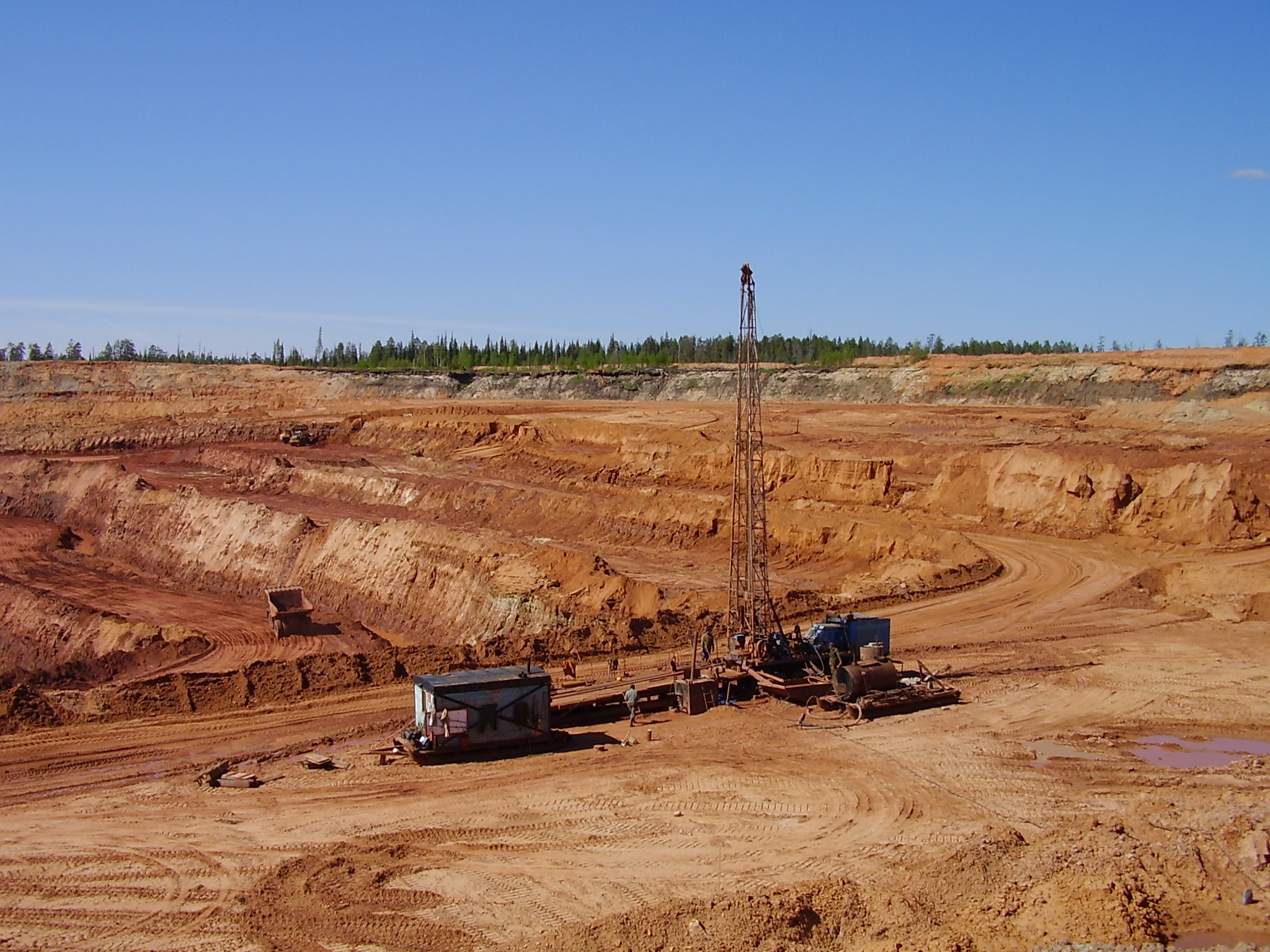
Буровая установка на фоне карьера, июнь 2006 года.

Месторождение им. М. В. Ломоносова — крупнейшее коренное месторождение алмазов в Европейской части Российской Федерации. Расположено около посёлка Поморье Приморского района Архангельской области и названо в честь Михаила Васильевича Ломоносова. Месторождение включает в себя шесть кимберлитовых трубок: Архангельская, им. Карпинского—1, им. Карпинского—2, Пионерская, Поморская, им. Ломоносова.

## История освоения
9 февраля 1980 года Товской партией Юрасской экспедиции «Архангельскгеологии» при заверке бурением локальной магнитной аномалии 24а скважиной № 289 была обнаружена первая кимберлитовая трубка месторождения, получившая название «Поморская». Это открытие положило начало созданию в Архангельской области минерально-сырьевой базы алмазодобывающей промышленности федерального значения. Запасы месторождения были утверждены в 1987 году.
Особенность залегания архангельских кимберлитовых трубок в том, что они перекрыты мощными, примерно 100-метровыми аллювиальными отложениями, которые затрудняют их разработку открытым способом, поэтому в 1990-е гг. на месторождении Ломоносова безуспешно пытались применять два принципиально новых закрытых способа.
С 1994 года разработкой месторождения занимается ОАО «Севералмаз». В 2003 году начаты горно-капитальные работы. С 2005 года ведутся добычные работы на трубке Архангельская, расположенной в южной части месторождения. Обогатительная фабрика сдана в эксплуатацию в июле 2005 года. Ведутся вскрышные работы на карьере трубки им. Карпинского—1.

### Крупные алмазы
26 июня 2009 года из руды трубки Архангельская был извлечён крупный алмаз, весом 30,61 карат ювелирного качества, с высокой степенью визуальной прозрачности, классической для Ломоносовского месторождения формы — ромбододекаэдр. Этот алмаз стал первым именным алмазом Ломоносовского месторождения и получил имя «425-летие Архангельска», поскольку был добыт накануне юбилея столицы области.
Самый большой алмаз за всю историю разработки месторождения был добыт в августе 2010 года, его вес составил 50,1 карат.

### Воздействие на окружающую среду
Масштабная сапонитизация кимберлитовых пород отрицательно воздействует на природную среду при накоплении сапонитовых отходов обогащения в хвостохранилищах. В зону воздействия хранилища попадают сохранные леса со значительным разнообразием биогеоценозов и семужье-нерестовые реки. Сокращение воздействия хранилища отходов может быть достигнуто частичной утилизацией складируемых отходов, представленных глинистым магнезиальным сырьём, получаемых из сапонитсодержащей суспензии. Одним из основных направлений утилизации сапонитовых отходов является получение строительных материалов, а именно продуктов обжига (кирпич, керамзит), а также использование отходов обогащения как сырья для производства цемента. Применение сапонитсодержащей суспензии в качестве удобрений происходит по аналогии с доломитовой и известковой мукой, то есть в виде измельчённого твёрдого осадка. Измельчение происходит в процессе приготовления сырьевой массы для получения портландцемента, вследствие чего нет необходимости в дополнительных операциях по измельчению и в ходе одного производственного процесса решаются две разные технические задачи.

## Статистика
На 1 января 2011 года глубина карьера кимберлитовой трубки Архангельская составляет 100 метров.
|                    | 2005  | 2006   | 2007    | 2008    | 2009    | 2010    | Всего  |
| ------------------ | ----- | ------ | ------- | ------- | ------- | ------- | ------ |
| Алмазы, тыс. карат | 143,9 | ▲348,1 | ▲476,0  | ▲506,5  | ▼492,3  | ▲504,2  | 2471,0 |
| Руда, тыс. т       | 324,3 | ▲824,2 | ▲1031,4 | ▲1107,8 | ▼1100,0 | ▼1028,0 | 5415,7 |

## Лицензии
- АРХ10496КЭ: 7 августа 1997 года — 20 декабря 2018 года, ОАО «Севералмаз», на право пользования недрами для разведки и добычи минерального сырья[18]
- АРХ 01569 КЭ: 24 октября 2016 года — 31 декабря 2026 года, ПАО «Севералмаз», право доизучения, опытно-промышленной и промышленной добычи алмазов.

## Топографические карты
Лист карты Q-37-XXIX,XXX. Масштаб: 1 : 200 000. Состояние местности на 1980 год. Издание 1989 г.